# Deportacje Żydów holenderskich do Sobiboru

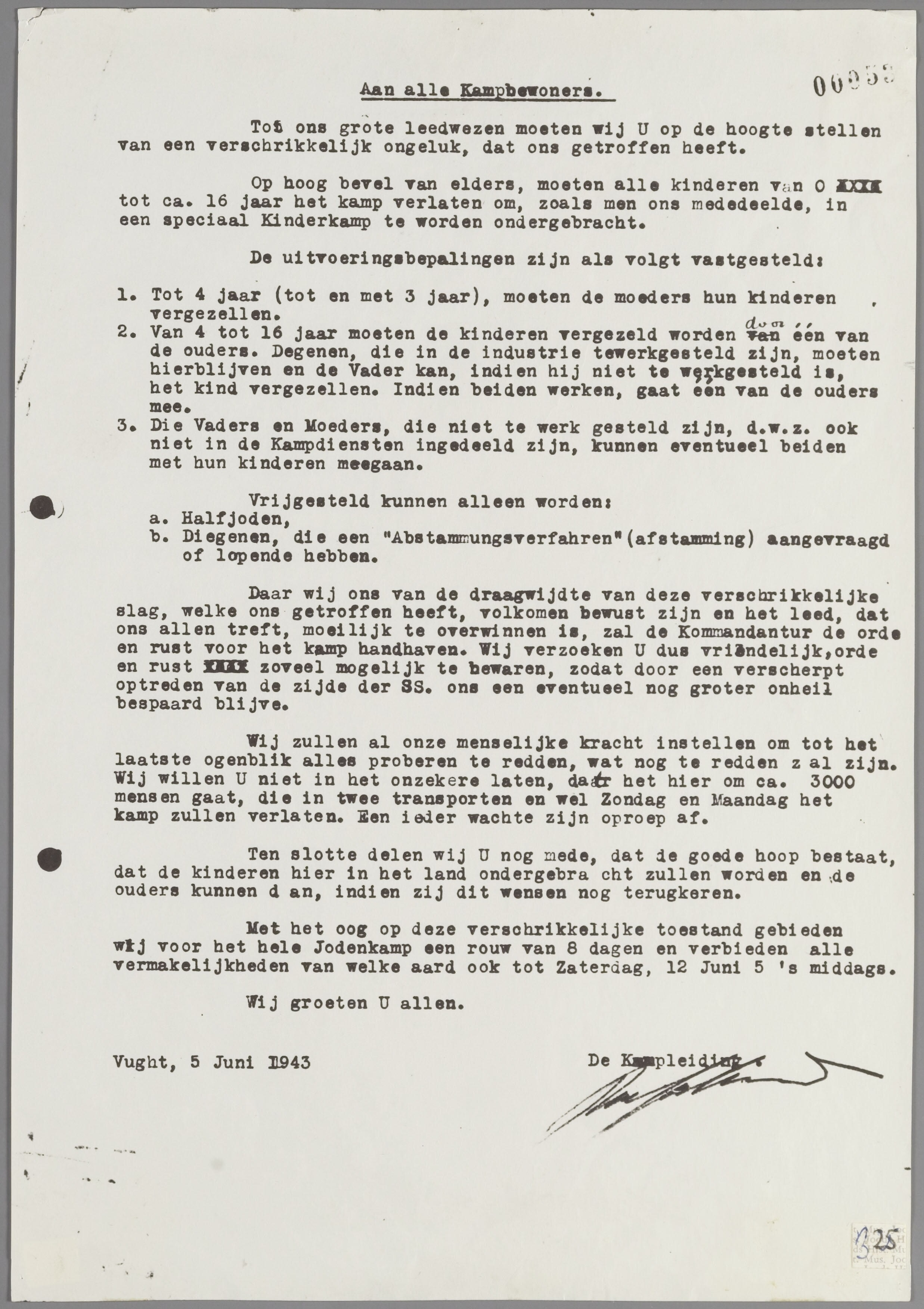
Obwieszczenie z 5 czerwca 1943 informujące o deportacji wszystkich dzieci do 16. roku życia z obozu przejściowego w Vught. Dzieci wraz z rodzicami zgładzono w Sobiborze

Deportacje Żydów holenderskich do Sobiboru – wywózki Żydów holenderskich do obozu zagłady w Sobiborze przeprowadzone przez okupantów niemieckich między marcem a lipcem 1943 roku. Z obozów przejściowych w Vught i Westerborku deportowano wtedy 34 313 mężczyzn, kobiet i dzieci. Ocalało zaledwie siedemnaścioro.

## Geneza
W maju 1940 roku Holandia znalazła się pod niemiecką okupacją. Od tego momentu miejscowa ludność żydowska stała się obiektem dyskryminacji, prześladowań, a wreszcie fizycznej eksterminacji. Z początkiem stycznia 1942 roku Żydów usunięto z prowincji i w większości skoncentrowano w Amsterdamie. Dodatkowym miejscem odosobnienia dla Żydów holenderskich stał się obóz przejściowy w Vught. Z kolei Żydów-obcokrajowców oraz Żydów bez obywatelstwa zsyłano do obozu przejściowego w Westerborku. Pod koniec kwietnia 1942 roku Żydom narzucono obowiązek noszenia Gwiazdy Dawida. Latem tegoż roku z Holandii odeszły pierwsze transporty do obozów zagłady. Do momentu zakończenia niemieckiej okupacji wywiezionych zostało około 107 tys. z blisko 140 tys. holenderskich Żydów. Pobyt w niemieckich obozach przeżyło zaledwie 5 tys. deportowanych.
Początkowo holenderscy Żydzi byli deportowani do obozu Auschwitz-Birkenau, będącego głównym ośrodkiem eksterminacji Żydów europejskich. Pewną ich liczbę wywieziono również do KL Mauthausen-Gusen. Począwszy od marca 1943 roku Niemcy zaczęli jednak kierować transporty z Holandii do Sobiboru – jednego z trzech ośrodków zagłady utworzonych w ramach akcji „Reinhardt”. Motywy stojące za tą decyzją nie są do końca jasne. Gerhard Hirschfeld przypuszczał, iż to Adolf Eichmann podjął decyzję o wykorzystaniu obozów akcji „Reinhardt” – pierwotnie przeznaczonych do eksterminacji Żydów polskich – na potrzeby „ostatecznego rozwiązania kwestii żydowskiej” w pozostałych państwach Europy. Z kolei zdaniem Raula Hilberga, Julesa Schelvisa i Roberta Kuwałka transporty holenderskie skierowano do Sobiboru ze względu na trudności, z którymi obóz oświęcimski borykał się w drugim kwartale 1943 roku: trwającą rozbudowę komór gazowych i krematoriów, wielką epidemię tyfusu, napływ licznych transportów z Grecji i getta Theresienstadt.

## Przebieg deportacji
Transporty do Sobiboru były odprawiane w obozie przejściowym w Westerborku. Dotyczyło to również transportów z Vught, które przed wyjazdem do okupowanej Polski przechodziły najpierw przez Westerbork. Między 2 marca a 8 czerwca 1943 roku do Sobiboru odjechało piętnaście transportów, tj. jeden tygodniowo. Po 8 czerwca nastąpiła dwutygodniowa przerwa w deportacjach, po czym z Westerborku odprawiono jeszcze cztery transporty. Ostatni odjechał 20 lipca.
| L.p.    | Data wyjazdu | Liczba deportowanych |
| ------- | ------------ | -------------------- |
| 1.      | 2 marca      | 1105 osób            |
| 2.      | 10 marca     | 1105 osób            |
| 3.      | 17 marca     | 964 osób             |
| 4.      | 23 marca     | 1250 osób            |
| 5.      | 30 marca     | 1255 osób            |
| 6.      | 6 kwietnia   | 2020 osób            |
| 7.      | 13 kwietnia  | 1204 osób            |
| 8.      | 20 kwietnia  | 1166 osób            |
| 9.      | 27 kwietnia  | 1204 osób            |
| 10.     | 4 maja       | 1187 osób            |
| 11.     | 11 maja      | 1446 osób            |
| 12.     | 18 maja      | 2511 osób            |
| 13.     | 25 maja      | 2862 osób            |
| 14.     | 1 czerwca    | 3006 osób            |
| 15.     | 8 czerwca    | 3017 osób            |
| 16.     | 29 czerwca   | 2397 osób            |
| 17.     | 6 lipca      | 2417 osób            |
| 18.     | 13 lipca     | 1988 osób            |
| 19.     | 20 lipca     | 2209 osób            |
| Ogółem: | Ogółem:      | 34 313 osób          |

Zachowały się listy transportowe, w których zarejestrowano imiona, nazwiska, wiek, a niekiedy także adresy holenderskich Żydów, których wywieziono do Sobiboru. Są one przechowywane w Centrum Badań nad Holokaustem i Ludobójstwem w Amsterdamie. Wynika z nich, że początkowo w transportach przeważały osoby starsze, co było konsekwencją prowadzonej przez Niemców likwidacji żydowskich placówek opiekuńczych i medycznych. W transportach czerwcowych znalazło się natomiast wiele dzieci i nastolatków. Było to spowodowane faktem, iż 5 czerwca Niemcy zarządzili deportację z obozu w Vught wszystkich dzieci do 16. roku życia, którym towarzyszyć mógł jeden rodzic lub oboje rodzice niezatrudnieni w przemyśle (w przypadku dzieci do 4. roku życia – wyłącznie matki). W transportach do Sobiboru znalazło się również wielu Żydów oznaczonych jako kryminaliści, a będących w rzeczywistości osobami, które zatrzymano z powodu złamania rozmaitych antysemickich zarządzeń okupanta. Obok Żydów z holenderskimi paszportami deportowano wielu zamieszkałych w tym kraju Żydów zagranicznych, m.in. pochodzących z Polski i Niemiec.
W raportach wywiadu Armii Krajowej odnotowano fakt kierowania do Sobiboru transportów z Holandii. Wiosną 1943 roku informacje o eksterminowaniu holenderskich Żydów w Sobiborze uzyskał emigracyjny rząd holenderski, który jednak nie zdecydował się na ich szersze rozpowszechnienie.

## Losy deportowanych

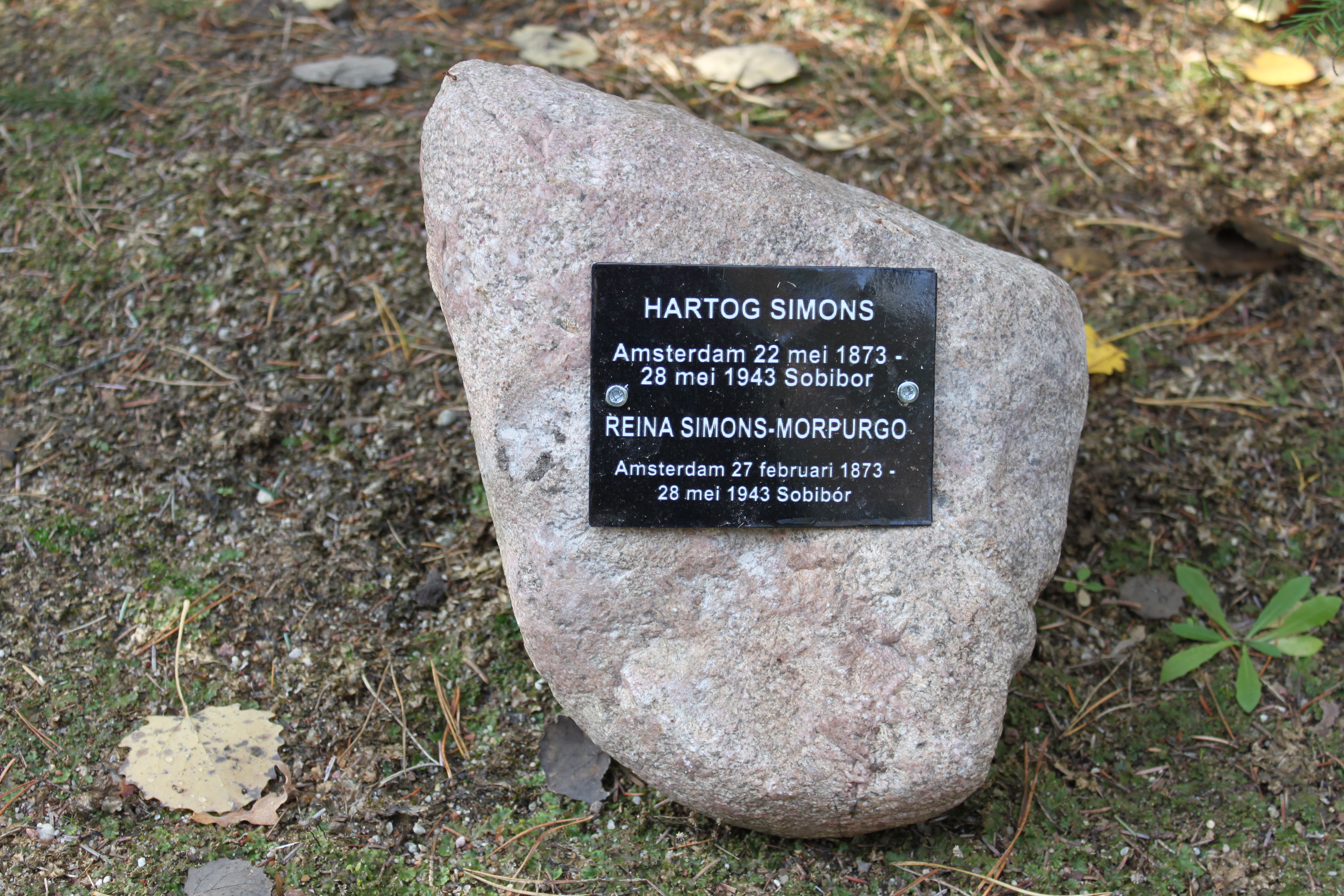
Muzeum Byłego Obozu Zagłady w Sobiborze. Kamień przy Alei Pamięci upamiętniający dwie holenderskie ofiary obozu

Kilka pierwszych transportów holenderskich przybyło w pociągach pasażerskich, pozostałe w wagonach bydlęcych, które przebudowano, aby w minimalnym stopniu spełniały funkcję wagonów pasażerskich. Żydom holenderskim pozwalano zaopatrzyć się w wodę podczas postojów na stacjach pośrednich. Z tego powodu polscy Żydzi, pomni własnych doświadczeń, oceniali, że Żydów holenderskich przewożono wręcz w luksusowych warunkach. Niemniej wobec faktu, że czas podróży przekraczał trzy dni, a do przewozu ofiar wykorzystywano nieogrzewane, duszne i przeładowane wagony, w transportach holenderskich zdarzały się przypadki śmierci pasażerów.
Holenderscy Żydzi zazwyczaj zupełnie nie byli świadomi oczekującego ich losu. Chcąc do ostatniej chwili utrzymać ich w nieświadomości, Niemcy traktowali ich nieco łagodniej niż Żydów przywożonych z gett w okupowanej Polsce. Po przybyciu do Sobiboru nakłaniano ich nawet, aby napisali do swoich bliskich pocztówki z zapewnieniami, iż dojechali bezpiecznie i cieszą się dobrym zdrowiem. Pocztówki te docierały później do Holandii ze stemplem poczty we Włodawie. Większość holenderskich Żydów ginęła w komorach gazowych. Tylko nielicznych, zazwyczaj młodych mężczyzn i kobiety zdolnych do pracy fizycznej, wybierano do pracy w obozowych komandach roboczych. Ponadto część osób „wyselekcjonowanych” na sobiborskiej rampie wysyłano do różnych obozów w dystrykcie lubelskim, tj. do obozu koncentracyjnego na Majdanku, do obozu pracy na tzw. starym lotnisku w Lublinie (Flugplatz) lub do obozów pracy w Dorohuczy i Trawnikach. Liczba „wyselekcjonowanych” nie jest znana.
Spośród 34 313 holenderskich Żydów deportowanych do dystryktu lubelskiego, ocalało zaledwie siedemnastu. Spośród tych, których osadzono w samym Sobiborze, przeżyły tylko dwie więźniarki – Ursula Stern i Selma Wijnberg.